# Sedah
Sedah is een bestuurslaag in het regentschap Ponorogo van de provincie Oost-Java, Indonesië. Sedah telt 1714 inwoners (volkstelling 2010).